# Nisroch

36Sennacheryb, król asyryjski, zwinął więc obóz i odszedł. Wrócił się i pozostał w Niniwie. 37 A gdy oddawał pokłon w świątyni swego boga, Nisroka, [synowie jego], Adramelek i Sareser, zabili go mieczem, a sami zbiegli do kraju Ararat. Syn zaś jego, Asarhaddon, został w jego miejsce królem

37 Sennacheryb więc, król Asyrii, zwinął obóz i odszedł; wrócił się i pozostał w Niniwie. 38 A zdarzyło się, że gdy się on modlił w świątyni Nisroka, swego bożka, synowie jego, Adramelek i Sereser, zabili go mieczem, a sami zbiegli do kraju Ararat. Syn jego, Asarhaddon, został w jego miejsce królem. 

Nisroch, Nisrok – biblijne, zniekształcone imię jednego z bogów asyryjskich, pojawiające się w 2 Księdze Królewskiej (2 Krl 19:37) i Księdze Izajasza (Iz 37:38). Zgodnie z przekazem biblijnym w świątyni tego boga zamordowany miał zostać przez swoich dwóch synów król asyryjski Sennacheryb (704-681 p.n.e.).
W Kodeksie Leningradzkim imię to zapisywane było po hebrajsku נִסְרֹ֣ךְ /nis·roch/ (2 Krl 19:37; Iz 37:38). W  Septuagincie brzmi ono po grecku νεσεραχ /neserach/ (2 Krl 19:37) i νασαραχ /nasarach/ (Iz 37:38. W Wulgacie imię tego boga zapisywane było po łacinie Neserach (2 Krl 19:37) i Nesrach (Iz 37:38). 
W polskich przekładach Biblii imię tego boga zapisywane jest zwykle Nisroch lub Nisrok:
| Biblia gdańska           | Nesroch | Nesroch |
| Biblia poznańska         | Nisrok  | Nisrok  |
| Biblia warszawsko-praska | Nisrok  | Nisrok  |
| Biblia Tysiąclecia       | Nisrok  | Nisrok  |
| Biblia warszawska        | Nisroch | Nisroch |
| Przekład Nowego Świata   | Nisroch | Nisroch |

Jak dotychczas nie udało się ustalić do którego z bogów asyryjskich odnosi się to imię. Zdaniem niektórych uczonych może tu chodzić o zniekształcone imię Ninurta, ewentualnie Aszur lub Nusku ale nie zostało to udowodnione.